# Конь (Литія)
Конь (словен. Konj) — поселення в общині Литія, Осреднєсловенський регіон, Словенія. Висота над рівнем моря: 366,4 м.